# Armando Baunaly
Armando Baunaly (San Miguel de Tucumán, 17 de septiembre de 1919-San Miguel de Tucumán, 21 de noviembre de 1990) fue un abogado argentino.

## Biografía
Se graduó de abogado por la Facultad de Derecho de la Universidad Nacional de Tucumán. Ejerció activamente la profesión, tanto en su estudio como en la asesoría de numerosas organizaciones gremiales. Fue asimismo docente de Derecho Laboral y Finanzas y Derecho Financiero de la Facultad de Derecho de la UNT. 
Tuvo intensa militancia política en el justicialismo. Fue profesor de la cátedra de derecho penal en la Universidad Nacional de Tucumán hasta 1955 cuando es separado de su cargo por la dictadura de Pedro Eugenio Aramburu, tras la intervención de todas las universidades nacionales. Fue dos veces senador a la Legislatura tucumana. En 1986, se desempeñó como ministro de Gobierno en la administración de Fernando Riera, y en 1987 fue presidente del Banco de la Provincia de Tucumán. 
- Datos: Q5704432